# Lajoux, Jura
Lajoux là một xã trong vùng hành chính Franche-Comté, thuộc tỉnh Jura, quận Saint-Claude, tổng Saint-Claude. Tọa độ địa lý của xã là 46° 22' vĩ độ bắc, 05° 58' kinh độ đông. Lajoux nằm trên độ cao trung bình là 1171 mét trên mực nước biển, có điểm thấp nhất là 936 mét và điểm cao nhất là 1495 mét. Xã có diện tích 25.70 km², dân số vào thời điểm 2004 là 256 người; mật độ dân số là 10 người/km².

## Thông tin nhân khẩu
| 1962 | 1968 | 1975 | 1982 | 1990 | 1999 |
| ---- | ---- | ---- | ---- | ---- | ---- |
| 105  | 149  | 121  | 158  | 197  | 220  |